# Voorburg Cricket Club

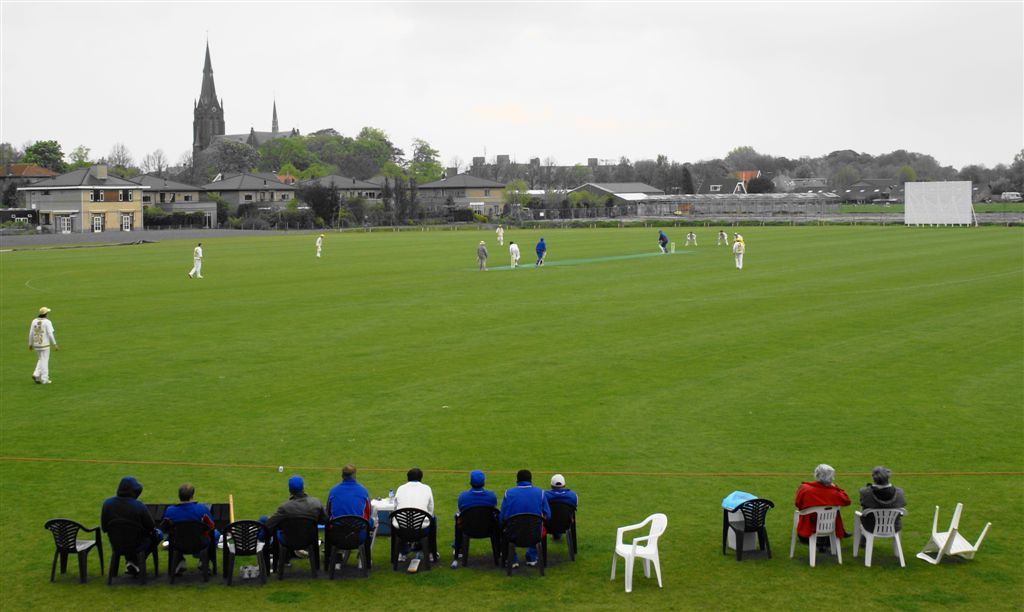
Accommodatie Voorburg Cricket Club

Voorburg Cricket Club (VCC) is een Nederlandse cricketvereniging uit het Zuid-Hollandse Voorburg. De vereniging werd opgericht op 1 juni 1932. Sinds 1990 speelde het eerste elftal in de landelijke hoofdklasse, alleen onderbroken door het jaar 1999, toen het team op eersteklasseniveau actief was. In 2002 werd VCC voor het eerst in de geschiedenis landskampioen. Toen in 2010 de Topklasse werd ingevoerd met 8 teams, haalde VCC net niet de kwalificatie. Sindsdien speelt het eerste team op een-na-hoogste niveau: de Hoofdklasse.
VCC ontwikkelde zich sterk in de afgelopen decennia. In de jaren 80 promoveerde het eerste elftal viermaal; in 1989 naar de hoogste landelijke klasse, de Hoofdklasse cricket. Ook in de breedte vertoonde de vereniging groei. VCC behoort tot de grootste verenigingen van Nederland met zes seniorenelftallen en 7 jeugdteams.
In 2006 is VCC verhuisd naar Sportpark Westvliet in Voorburg en begin 2008 heeft VCC het nieuwe clubhuis bij hun nieuwe veld 'de Paardenwei' betrokken. In 2008 is begonnen met de aanleg van een graswicket, dit wordt vanaf 2010 bespeeld. In hetzelfde jaar wordt ook ODI-status verkregen, waardoor er in het tweede decennium van deze eeuw wedstrijden op sportpark Westvliet plaatsvinden van het Nederlands Elftal.
In 2009 verdwijnt VCC van het hoogste niveau als wordt besloten een nieuwe Topklasse te introduceren met 8 teams. In 2018 weet de club zich tot kampioen van de Hoofdklasse te kronen en terug te keren op het hoogste niveau.

## Geschiedenis

### Opmars
De opmars van VCC1 begon in 1980. Toen werd het team kampioen van de klasse 2B. Geleidelijk aan kreeg de vereniging een professioneler aanzien. De vereniging groeide en een jeugdcoach werd aangetrokken om de aanwas van jeugdige leden op te vangen. De doorstroming van jeugdleden naar de seniorenelftallen verliep voorspoedig. In 1983 werd VCC wederom kampioen, ditmaal van de klasse 2A.
In 1985 werd het kampioenschap van de Overgangsklasse behaald. De overtuigende wijze waarop dat gebeurde en de behaalde resultaten het jaar daarna bewezen dat VCC1 langzamerhand rijp was voor het hoogste cricketniveau in Nederland. Ook het opzetten van een jeugdbeleid en het aantrekken van een hoofdsponsor en een betaalde speler-coach wezen daarop.
Toch duurde het nog vier seizoenen voordat VCC naar de hoogste klasse promoveerde. Vele successen werden behaald, maar nooit was VCC méér dan een gevaarlijke outsider. In 1989 volgde uiteindelijk de kroon op de trainingsarbeid. Hoewel het er lange tijd op leek dat het Amsterdamse ACC met de eer ging strijken, wist VCC het kampioenschap van de Eerste Klasse in de wacht te slepen.
Na twee lastige eerste seizoenen in de Hoofdklasse draaide VCC enkele jaren mee in de top 5. De beste prestaties in de landelijke competitie waren de tweede plaatsen in 1993 en 1997. Daarnaast veroverde VCC in 1991 de nationale beker en was het team in 1995 winnaar van de Sri Lanka Ambassador's Cup.
In 1994 werd de C-jeugd voor het eerst in de geschiedenis van VCC landskampioen. Het heropgerichte damesteam wist beslag te leggen op de tweede plaats in de vierde klasse en vroeg met succes promotie aan naar de derde klasse. Inmiddels behoort het damesteam tot de betere elftallen van de eerste klasse.
In 1995 won VCC1 de six-a-side-competitie en werd VCC2 kampioen van de Overgangsklasse, waardoor het promoveerde naar de reserve-hoofdklasse. De C-jeugd bereikte opnieuw de finalewedstrijd voor het landskampioenschap, maar was ditmaal verliezend finalist.

### Bijna kampioen
In 1996 besloot het bestuur geen buitenlandse speler/coach aan te trekken, maar de eigen speler Tim de Leede. In 1996 werd VCC1 derde. In 1997 was VCC lange tijd in de race voor de landstitel. Uiteindelijk trok, net als in 1993, het Schiedamse Excelsior echter aan het langste eind. Dat jaar werd voor het eerst in de geschiedenis van VCC een cricketinterland op Sportpark Duijvesteijn gespeeld: Nederland-Pakistan. Deze wedstrijd, die door de Pakistaanse professionals slechts met een klein verschil werd gewonnen, trok ruim 1.000 toeschouwers.

### Degradatie
Hoewel VCC in 1998 op papier sterk leek - tegenover het vertrek van sterspeler Zulfiqar stond de komst van de Australische speler/coach Steve Shaw en van ex-international Floris Jansen - leidden slecht spel, domme pech en een reeks blessures op de allerlaatste speeldag tot degradatie naar de Eerste Klasse. Lichtpunt: de A-jeugd wint het prestigieuze Flamingo-juniorentoernooi.
In 1999 verwelkomde VCC wicketkeeper/batsman Glynn Howell (Nieuw-Zeeland) en werd het ongeslagen kampioen van de Eerste Klasse. In het jaar 2000 kwam de Nieuw-Zeelandse wicketkeeper/batsman Robbie Hart die de Voorburgse gelederen versterken. VCC werd gedeeld zesde.
In 2001 werd gekozen voor een niet spelende trainer/coach: de Australiër John Bell (52). Bell speelde eerder als professional voor Tasmania en in Nederland voor Kampong. Zijn landgenoot Chris Smith kwam over van Kampong. Hoewel Smith goed presteerde, werd de coaching van Bell door de spelers niet als een verbetering ervaren.

### Landskampioen
In 2002 werd VCC voor het eerst in de 70-jarige geschiedenis van de club landskampioen, met tien punten voorsprong op de nummer 2. Vooraf zag het er niet naar uit: VCC moest het stellen zonder Chris Smith en Job van Bunge, die zijn heil zocht bij Quick Haag. Maar enkele goede spelers van Pakistaanse komaf meldden zich. Vooraf was onduidelijk of VCC zich in de middenmoot zou kunnen nestelen. VCC was echter van meet af aan koploper. Rivalen Quick Haag en VRA werden beide tweemaal verslagen. Alleen Excelsior 'uit' leverde verlies op. De Pakistanen bleken uitstekend te kunnen cricketen. Daarnaast braken jeugdspelers Daan van Bunge en Atse Buurman door. Deze goede prestaties bij elkaar opgeteld, gecombineerd met de captaincy van Tim de Leede, resulteerden in een verdiende landstitel.
In 2003 vertrok Marc Nota naar HCC om daar coach te worden. Daan van Bunge speelt voor de MCC Young Cricketers in Londen in de hoop professional te worden. Hoewel er vijf spelers uit de selectie verdwenen, legde VCC beslag op de derde plaats. Net als in 1996 en 1997 was Tim de Leede speler/coach.
In 2004 keerde Marc Nota terug en wordt de Australiër Brett Crichton speler/coach.
Het jaar daarop speelde VCC met Nieuw-Zeelander Marcel McKenzie niet mee om de prijzen en eindigde het team in de onderste regionen van de hoofdklasse. In 2006 contracteert VCC de jonge Australiër Ryan LeLoux als speler/coach en ook de internationale offspinner Adeel Raja komt over van VRA.

### Play-offs
In 2007 bivakkeerde VCC aanvankelijk in de onderste regionen, maar wist zich in de tweede helft goed te herstellen en plaatste zich zelfs voor de Play-offs. Op zaterdag 1 september werd in de halve finale gestreden tegen VOC, een wedstrijd die de geschiedenisboeken in zou gaan: VCC heeft in de laatste over nog één run nodig voor de winst, VOC nog drie wickets voor een tie. Coach Xavier Doherty neemt een hattrick en dus eindigt deze halve finale in een gelijkspel. Een dag later is de replay en, ondanks de klap van de dag ervoor, wint VCC in een bijna even spannende wedstrijd, waarbij de wedstrijd wederom in de laatste over wordt beslist. De finale die daarop volgde, werd verloren.

### Een nieuw tijdperk op Westvliet
Wat al jaren in de pen zat wordt in 2008 werkelijkheid. VCC verhuist definitief van Sportpark Duivesteyn naar Sportpark Westvliet en betrekt daar -na al enige tijd bij buur Wilhelmus ingewoond te hebben- een compleet nieuw clubhuis (dat gedeeld wordt met atletiekvereniging Sparta). Op 11 oktober wordt het nieuwe clubhuis geopend. De gelegenheid wordt aangegrepen om aan het einde van het seizoen een graswicket aan te leggen.
Sportief was het geen geweldig jaar, het eerste presteert onder de maat en wordt 8e (van de 10) in de Hoofdklasse.
2009 is het laatste jaar dat de Hoofdklasse het hoogste niveau is in Nederland. In 2010 zal worden gestart met een topklasse van 8 teams en het is dus zaak voor VCC om zich bij de bovenste 8 te kwalificeren. Overseas speler Muhammad Hafeez bracht niet wat er van werd gehoopt en de beslissende best-of-three tegen Rood & Wit gaat verloren, waardoor VCC 1 vanaf 2010 op het een na hoogste niveau van Nederland moet acteren. Het beleid wordt steeds meer op de eigen jeugd gericht, wat onder andere resulteert in 10 Dutch Lions en een landskampioenschap voor de U10 en een 2e plaats voor de U11. Beide teams winnen wel het gerenommeerde Spriettoernooi.
In 2010 komt de Nieuw-Zeelander Brandon Hiini voor VCC spelen, maar ook hij weet geen geweldige indruk te maken. De indruk van exchange speler Jeremy Ford was er eigenlijk niet, want hij verliet Nederland na een paar weken alweer, vervuld van heimwee. VCC 1 eindigt uiteindelijk als 5e (van de 8) in de Hoofdklasse. De jeugd U10 en U11 worden kampioen op zowel de woensdag als de zaterdag en worden daardoor automatisch landskampioen.
In 2011 wordt U12 kampioen van Nederland en er wordt voor het eerst gestart met een cricketweek, met deelname van het Engelse Hallam cc.
Ook in 2012 wordt VCC 3e in de Hoofdklasse. De buitenlandse inbreng komt dit keer van coach Bronson Meehan (Nieuw-Zeeland), wicketkeeper Josh Lenssen, Campbell Thomas (Nieuw-Zeeland) en Zimbabwaan Steve Marillier. De U12 en de U14 EBAB worden kampioen van Nederland en voor het eerst in heel veel jaar weet VCC (aangevuld met 3 ACC-ers) het prestigieuze Flamingo toernooi te winnen.
In 2013 wordt het buitenlandse contingent teruggebracht tot 3 spelers. Josh Lenssen blijft en Rob Fisher (Australië) en Mitch McCann (Nieuw-Zeeland) versterken de gelederen. VCC 1 eindigt wederom als 3e. VCC 2 promoveert naar de Overgangsklasse. Voor het eerst sinds jaren is er geen Nederlands kampioenschap bij de jeugd te melden.
Vivian Kingma maakt zijn de buut in het Nederlands elftal.
Omdat buitenlandse coaches toch steeds weer wat inleertijd nodig hebben besluit het bestuur voor 2014 Tim de Leede te vragen hoofdcoach te worden bij VCC 1. Als buitenlandse jeugdcoach komt Ethan Bartlett en met blijvertje Josh Lenssen wordt getracht de sprong naar de Topklasse te maken. In de reguliere competitie leidt eerst VCC en dan HBS en uiteindelijk eindigen de teams 1 wedstrijd voor het einde gelijk in punten. De finale op HBS loopt uit op een anti-climax als VCC met 54 runs all out gaat. Een 2e plaats dus, en geen promotie. De U14 doet iets soortgelijks, maar dan andersom: in de finale om het kampioenschap zetten ze HCC met 37 runs aan de kant. Het blijkt niet moeilijk dat totaal te overtreffen en daarmee is er weer een Nederlands kampioen in de gelederen. De U12 redt het net niet en wordt 2e. 
De finaledag van de T20 competitie (voor HK en Topklasse teams) vindt plaats op VCC.
VCC is hofleverancier aan de Dutch Lions/Lionesses. Maar liefst 11 jongens en 8 meisjes spelen voor de verschillende vertegenwoordigende teams. Esther Corder en Babette de Leede maken zelfs hun debuut voor het nationale dameselftal.
2015 is een moeizaam jaar. Het last-minutevertrek van een aantal speelsters kan niet worden opgevangen en een jeugdige Australische speler kan de last van een heel team ook nog niet dragen. VCC 1 degradeert naar de Eerste Klasse, ondanks dat coach -voor-een-maand Nolan Clarke in de maand augustus al wel begint te bouwen aan een team om zo snel mogelijk terug te keren. De jeugd doet het onverminderd goed: de U16 wordt landskampioen en VCC levert heel veel Dutch Lion(esse)s. In de recreatieve sfeer vallen de Mix van meiden (met HCC) op en worden VCC3 en de Zami's kampioen. Op sportpark Westvliet vindt de interland tegen Schotland plaats.
Non-playing coach Nolan Clarke krijgt met de teruggehaalde Rob Fischer de zo gewenste senioriteit in het veld en ook de gebroeders Philip en Viv Kingma maken in 2016 weer deel uit van VCC 1. Bijna ongeslagen wordt het team met overmacht kampioen en keert na 1 jaar al weer terug naar de Hoofdklasse. De U16 prolongeert zijn landstitel, net als de Zami's, de U14 grijpt de landstitel en de U9/10 wordt kampioen. De U12 en U14 winnen ook de wintertoernooien. Hoogtepunt voor de club is de I-Cup wedstrijd eind juli tegen Afghanistan. 
2017 wordt een brugjaar waarin door de jeugd steeds nadrukkelijker op de poort van VCC1 wordt geklopt. Verrassend is de transfer van Tom de Grooth van HCC naar VCC. Ook Philippe Boissevain maakt die overstap. Rhys McCarthy komt nog een jaar en het team groeit, al is Sparta een maat te groot. VCC eindigt als tweede en wint de SGS-sportiviteitsprijs. Internationaal laten de Lions en Lionesses zien dat VCC-ers uit het goede hout zijn gesneden, met een veelbelovend debuut (56 not out) voor Bas de Leede en een hattrick voor Viv Kingma in een World Cricket League Championships wedstrijd tegen Namibië. Bij de dames houden Babette de Leede en Esther Corder de eer hoog en spelen er ook zo'n 15 Lions en Lionesses in de diverse vertegenwoordigende jeugdteams. Op sportpark Westvliet vindt de interland tegen Zimbabwe (met oude bekende Malcolm Waller) plaats.
In 2018 wordt VCC gezien als de gedoodverfde titelkandidaat. Rhys McCarthy komt niet terug, maar daarvoor in de plaats komen er drie Zuid-Afrikanen: Matt Smit, Brandon Glover en Clayton Floyd. Vroeg in augustus wordt VCC 1 kampioen door het verlies van de enige overgebleven concurrent Hermes DVS waardoor in 2019 VCC na 10 jaar zal terugkeren op het hoogste cricketniveau. Verder wint VCC U19 het Flamingo toernooi en gaat met de nationale jeugdtitels aan de haal in de U11, U13 en U17, nadat eerder de U15 al de nationale indoortitel won. En ook de dames laten zich van hun beste kant zien: in juni wordt het T20 kampioenschap van Nederland binnen gesleept. Zo kroont 2018 zich sportief gezien als waarschijnlijk het meest succesvolle jaar ooit.

### Terug op het hoogste niveau
In 2019 mag VCC 1 na 10 jaar weer de strijd aan op het allerhoogste niveau. Clayton Floyd, Brandon Glover en Matt Smit komen terug, terwijl Matt zijn broer Nic ook nog meeneemt. Bovendien dient Noah Croes zich aan als wicketkeeper. Door diverse omstandigheden kan er geen of weinig beroep worden gedaan op vaste waarden Bas de Leede (MCC Young Cricketers), Steve Nottle en Mohit Hingorani. Hoewel het rechterrijtje net niet wordt gehaald, handhaaft het eerste zich uiteindelijk redelijk makkelijk en eindigt als 6e. Een belangrijke sportieve wens wordt vervuld met de promotie van VCC 2 (kampioen Overgangsklasse A).
VCC heeft wederom het genoegen (net als in 2014) de T20 Finaledag te organiseren, dit keer op 24 augustus. Ook de interlands tegen de VAE en de World Cup Qualifiers voor de U19 zijn organisatorische hoogtepunten.
2020 is het Coronajaar. Al vroegtijdig wordt duidelijk dat er geen volledige competities zullen worden gespeeld en dat er geen promotie/degradatie zal zijn, waardoor de drang om buitenlanders te halen voor clubs wordt weggenomen. Gevolg is echter ook dat "onze" jongens die in het buitenland zouden spelen (Bas de Leede, Philippe Boissevain) beschikbaar zijn. In juni mag er al onderling worden gespeeld en worden er interne competities gespeeld. Eind juni blijkt dat er nog een halve competitie voor VCC 1 kan worden georganiseerd en ook de andere teams (met een extra seniorenteam op zondag) spelen op een of andere manier hun competities. Met een team dat soms voor meer dan 80% uit jongens bestaat die in de U9 zijn begonnen, behaalt VCC 1 een verdienstelijke 3e plek.
Het vreemde seizoen wordt -wederom- afgesloten met de T20 Finaledag, waar VCC 1 zich ook voor weet te plaatsen. Op 5 september blijkt Sparta in de halve finale echter net te sterk. 

### Strijdend om de kopposities
Ook 2021 wordt door corona gedomineerd. Alleen VCC 1 bij de dames en heren mogen in een "bubble " -wekelijks testen- spelen. Bij de mannen versterken Logan van Beek (Nieuw-Zeeland) en de geëmigreerden Karl Nieuwoudt en Sybrand Engelbrecht de gelederen. VCC 1 (m) staat tweede na 18 wedstrijden, verliest de eerste play-off wedstrijd tegen Punjab, wint de tweede tegen VRA en verliest ten slotte de finale - wederom tegen Punjab. In de T20 competitie wordt in de poule des doods (met VOC en Punjab) net niet de kwartfinale gehaald. De dames weten in een poule van 5 alles te winnen en worden landskampioen 40 overs. Aan het einde van het seizoen wordt begonnen met de realisatie van een eigen indooraccommodatie en de aanleg van 5 hybride pitches.
Ook in 2022 is VCC mengt VCC 1 zich om de eerste plekken. Met de versterkingen uit Zuid-Afrika in de personen van de gebroeders Malan (Janneman en Andre) en Delano Potgieter reikt VCC opnieuw tot de finale van de 50 overs competitie, waarin het op 10 september -dit keer op eigen veld-  de eer aan HCC moet laten. Eerder in het seizoen worden de hybride graspitches in gebruik genomen en de  indooraccommodatie geopend. De vrouwen leggen beslag op de nationale titel in zowel de T20 als inde 40 over competitie. Op 4 en 5 augustus organiseert VCC in samenwerking met de KNCB twee T20Is tegen Nieuw Zeeland op sportpark Westvliet. 
Zaterdag 26 augustus 2023 is een dag met een gouden randje. Op die dag worden zowel de mannen (50 overs) als de vrouwen landskampioen (40 overs). Bij de mannen komt de versterking van Ryan Klein, Noah Croes, Michael Levitt en Mees van Vliet. Dit maal wordt op eigen veld HCC wel verslagen. De vrouwen verslaan Quick. De wereldbeker 50 over cricket staat die dag op VCC, omdat later dat jaar de WK gespeeld wordt in India. VCC vaardigt Sybrand Engelbrecht, Noah Croes, Shariz Ahmad en Ryan Klein af dat  Bas de Leede, Logan van Beek en Aryan Dutt nog 3 spelers met een VCC verleden in zijn gelederen heeft.

## Overzicht resultaten Voorburg Cricket Club 1980-heden
- 1980 Kampioen van de klasse 2B
- 1983 Kampioen van de klasse 2A
- 1985 Kampioen van de Overgangsklasse
- 1989 Kampioen van de Eerste Klasse
- 1991 Nationaal bekerwinnaar
- 1993 Tweede plaats Hoofdklasse
- 1994 C-jeugd landskampioen
- 1995 Winnaar six-a-side-competitie
- 1996 Derde plaats Hoofdklasse
- 1997 Tweede plaats Hoofdklasse
- 1998 A-jeugd wint het prestigieuze Flamingo-juniorentoernooi
- 1998 Degradatie naar Eerste Klasse
- 1999 Ongeslagen kampioen van de Eerste Klasse
- 2001 A-jeugd wint het prestigieuze Flamingo-juniorentoernooi
- 2002 Landskampioen
- 2003 Derde plaats Hoofdklasse
- 2005 U10-jeugd wordt kampioen van Nederland
- 2007 Tweede plaats Hoofdklasse. VCC 3 wordt ongeslagen kampioen.
- 2009 Degradatie naar de (nieuwe) Hoofdklasse. Jeugd U10 wordt landskampioen
- 2010 VCC 1 eindigt 5e in de Hoofdklasse.  VCC 3 kampioen en jeugd U10 en U11 kampioen op zowel woensdag als zaterdag en daardoor automatisch landskampioen
- 2011 Gedeelde 3e plaats Hoofdklasse, 1e plaats Twenty20 Hoofdklasse competitie en promoveert naar Topklasse. U12 kampioen van Nederland
- 2012 3e plaats in de Hoofdklasse voor VCC 1, U10 2e van Nederland, U12, U14 EBAB kampioen van Nederland en U19 wint (samen met 3 ACCers) het prestigieuze Flamingotoernooi
- 2013 VCC 1 eindigt 3e in de Hoofdklasse, VCC 2 promoveert naar de Overgangsklasse
- 2014 VCC 1 eindigt net achter HBS 2e in de Hoofdklasse, alle seniorenteams eindigen bij de top-4 en de U14 wordt landskampioen. Als opening van het seizoen wordt de Muntaz Foundation T20 Cup geïntroduceerd. De finaledag van de T20 competitie voor Top- en Hoofdklasse teams wordt op VCC gespeeld.
- 2015 VCC degradeert naar de Eerste Klasse, VCC 3 en de Zami's worden kampioen, U16 landskampioen. Tweede editie van de Muntaz Cup.
- 2016 VCC promoveert naar de Hoofdklasse, U16 en U14 landskampioen, U9/10 kampioen, Zami's kampioen.
- 2017 VCC eindigt 2e in de Hoofdklasse (achter Sparta), VCC2 pronoveert, de ZOmi's (VCC 4) worden landskampioen. U11 landskampioen.
- 2018 Meest succesvolle sportieve jaar in de geschiedenis. VCC promoveert naar de Topklasse en is terug op het hoogste niveau. VCC wint het Flamingotoernooi, de U15 indoortitel en de U11, U13 en U17 nationale titels; de dames worden voor het eerst landskampioen (T20).
- 2019 VCC 1 eindigt in zijn debuutseizoen in de Topklasse uiteindelijk als 6e. VCC 2 wordt kampioen in de Overgangsklasse A en promoveert naar de Eerste Klasse (het 3e niveau in Nederland). U13 en U15 behalen indoor het landskampioenschap. U11 en U13 doen dat outdoor.
- 2020 VCC 1 eindigt in een halve competitie als 3e in de Topklasse. Voor het eerst sinds jaren geen jeugdtitels.
- 2021 VCC 1 eindigt als runner-up in de Topklasse, na een verloren finale op en tegen Punjab. De dames worden nationaal kampioen (40 overs), net als de U15. Het 3e team wordt kampioen in de 3e klasse.
- 2022 VCC 1 eindigt wederom als runner-up, ditmaal wordt op het eigen veld de finale verloren van HCC. De vrouwen leggen beslag op de nationale titel in zowel de T20 als inde 40 over competitie. Het 2e promoveert als kampioen van de Eerste Klasse naar de Hoofdklasse.
- 2023 Na 21 jaar wordt VCC1 bij de mannen weer landskampioen. Wederom op eigen veld wordt HCC dit keer wel verslagen. Op dezelfde dag winnen de Vrouwen de T20 titel opnieuw na eerder al de 40 overs te hebben gewonnen. Ook de U15 wordt landskampioen.
- 2024 Voor het eerst legt VCC 1 beslag op de titel in de T20 competitie. In de 50 overs laat het gemis van de internationals door NL XI-tal verplichtingen zich voelen en eindigt het team als 3e. Helaas moet ook VCC 2 een stap terug doen in de 50 over competitie door te degraderen uit de Hoofdklasse.

## Internationals
Sinds 1990 levert VCC regelmatig spelers aan het Nederlands cricketelftal: naast recordinternational Tim de Leede (237 interlands) en de inmiddels vertrokken Atse Buurman, Adeel Raja en Daan van Bunge maakten in het verleden ook Hans Boerstra, Marc Nota en Ahmad Zulfiqar deel uit van de Oranje-selectie. Sinds 2013 speelt youngster Vivian Kingma regelmatig voor het Nederlands elftal. In 2017 treedt Bas de Leede in de voetsporen van zijn vader, de jaren erna gevolgd door Clayton Floyd, Brandon Glover en Philippe Boissevain, Aryan Dutt en Logan van Beek. VCC werpt zich vanaf 202 steeds vaker op als hofleverancier van het Nederlands Elftal en levert met ook nog eens Noah Croes, Ryan Klein, Michael Levitt regelmatig 4-5 spelers.
Bij de dames maken in 2014 de jonge meiden Babette de Leede en Esther Corder hun debuut voor het nationale dameselftal, de jaren erna gevolgd door Julia Corder, Annemijn van Beuge (2019) en Eva Lynch. Ook daar zet die trend door en volgen vanaf 2020 Carlijn van Koolwijk en ook Rosaly Lawrence.

## Voorzitters
| Naam            | Van  | - | Tot   |
| --------------- | ---- | - | ----- |
| K. Oosterhoff   | 1932 | - | 1936  |
| GJ van Thuijl   | 1936 | - | 1950  |
| J. Wils         | 1951 | - | 1963  |
| J. van Thuijl   | 1964 | - | 1974  |
| E.H.E. Wolfs    | 1975 | - | 1977  |
| R. de Jong      | 1978 | - | 1980  |
| P. Mieras       | 1981 | - | 1982  |
| J.M. van Thuijl | 1983 | - | 1986  |
| C. Nota         | 1987 | - | 1987  |
| J. Jochemsen    | 1988 | - | 2001  |
| K. van Hilten   | 2002 | - | 2002  |
| W. Steffelaar   | 2003 | - | 2010  |
| R. de Lange     | 2011 | - | 2016  |
| J. Jochemsen    | 2017 | - | 2019  |
| K. Nel          | 2020 | - | 2023  |
| R. de Lange     | 2024 | - | heden |